# Ilija Petrov

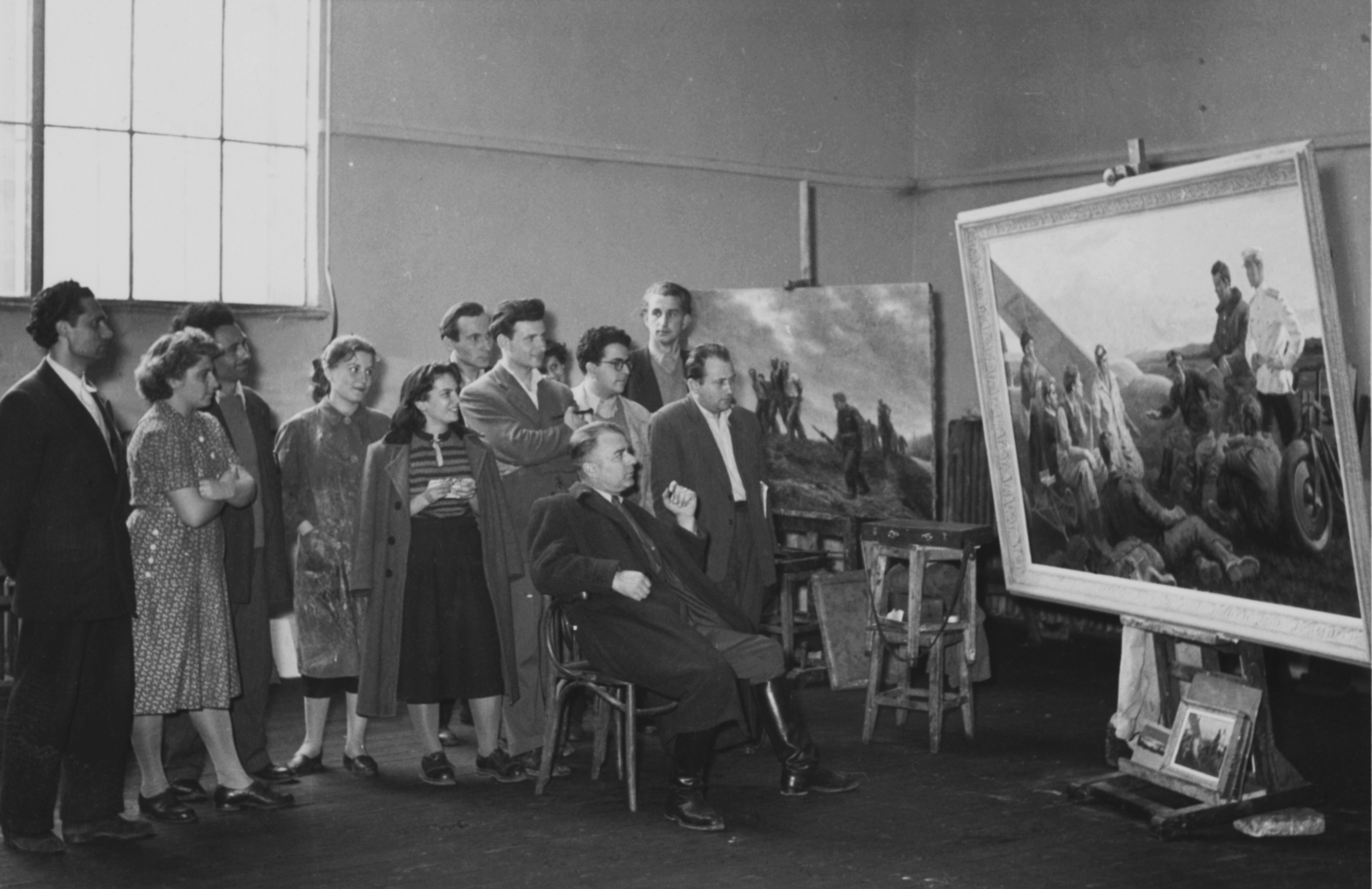
Ilija Petrov professzor (középen ül) a hallgatók között a diplomavédéskor a Bolgár Nemzeti Művészeti Akadémián. Petrov mögött Ivan Kirkov áll. (Szófia, 1955)

Ilija Nikolaev Petrov (bolgárul. Илия Николаев Петров; Razgrad, 1903. július 9. – Szófia, 1975. május 18.) bolgár festő.

## Élete
1921 és 1926 között a Szófiai Művészeti Akadémián, majd 1926 és 1928 között a Müncheni Képzőművészeti Akadémián tanult. 1941-től a Szófiai Művészeti Akadémia professzoraként dolgozott. 1971-ben a Bolgár Tudományos Akadémia tagja lett.
Első munkái az 1920-as évekre jellemzőek. Stílusa fokozatosan bonyolultabbá és gazdagabbá vált. Sok híres portrét készített számos nevezetes kortársáról. Festészetében realista stílust alkalmazott. Munkái gyakran foglalkoztak a közelmúlt bolgár történelem motívumaival, mint például az 1923-as szeptemberi felkelés és a második világháború partizánharca, az akkori szocialista bolgár állam szemszögéből.

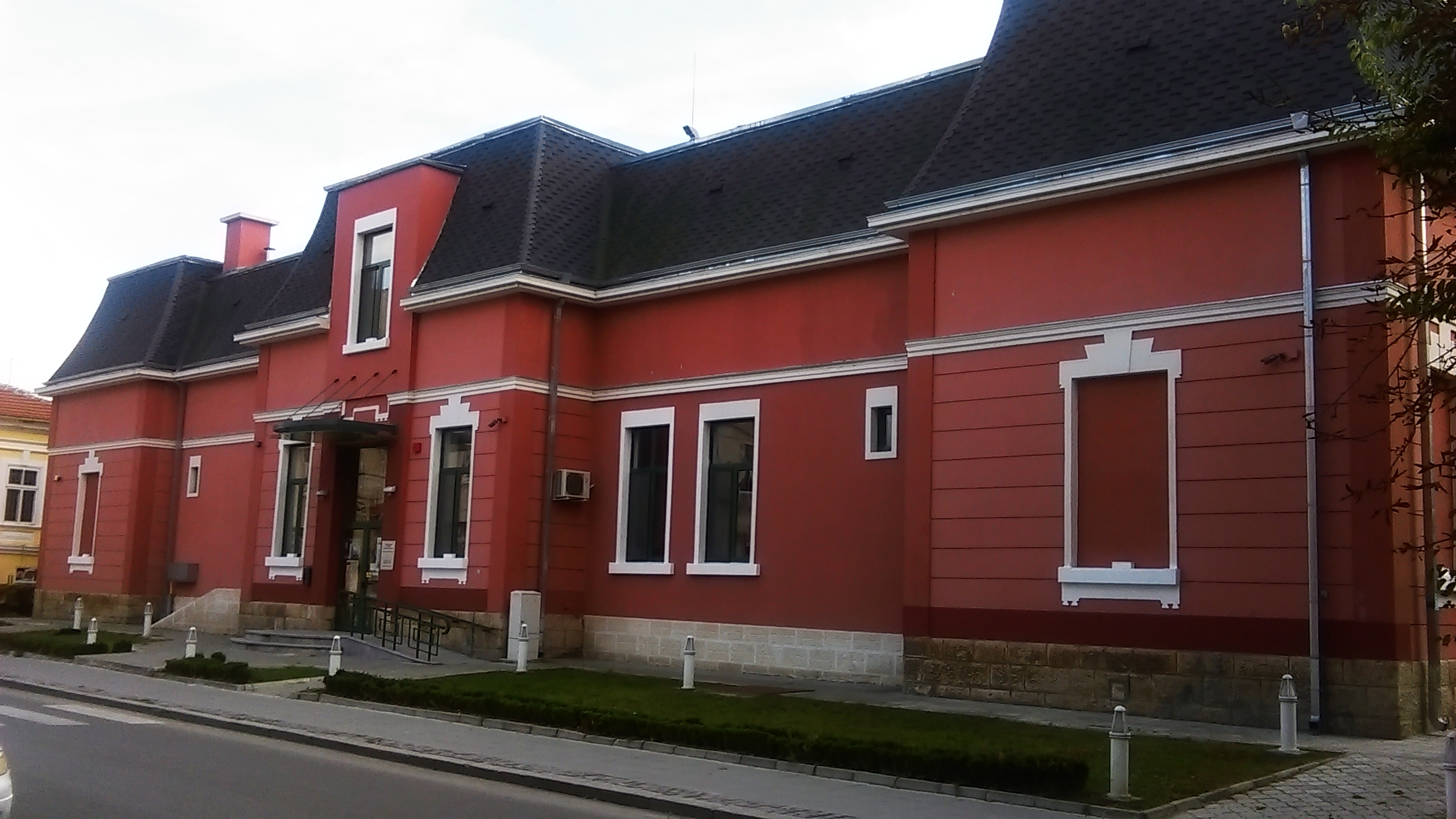
A razgradi művészeti galéria Petrov akadémikusról kapta a nevét

Tanítványai voltak Georgi Baev, Ivan Kirkov. 1970-ben megkapta a Szocialista Munka Hőse kitüntetést, a Georgi Dimitrov Rendet és a Dimitrov-díjat.

## Művei (válogatás)
- Önarckép, 1928
- Egy hölgy portréja, 1941
- Egy fiú portréja, 1942
- 1923 szeptembere, 1952
- Kivégzés előtt, 1954
- Partizándal, 1959
- Női portré, 1964
- A hírnök, 1963
- Női portré, 1966
- Önarckép, 1967
- Partizánok akcióban, 1974

## Fordítás
- Ez a szócikk részben vagy egészben  az   Ilija Petrow című német Wikipédia-szócikk ezen változatának fordításán alapul.  Az eredeti cikk szerkesztőit annak laptörténete sorolja fel. Ez a jelzés csupán a megfogalmazás eredetét és a szerzői jogokat jelzi, nem szolgál a cikkben szereplő információk forrásmegjelöléseként.